# لويس جونز (كاتب)
لويس جونز (بالإنجليزية: Lewis Jones)‏  (و. 1897 – 1939 م) هو كاتب ويلزي، توفي عن عمر يناهز 42 عاماً.